# Ровно (станция)
Ровно — пассажирская и грузовая железнодорожная станция Ровенской дирекции Львовской железной дороги.
Станция Ровно размещена на пересечении двух линий Здолбунов — Ковель (далее в Польшу) и Здолбунов — Удрицк (далее в Беларусь).

## Дальнее сообщение
По состоянию на 2020 год вокзал отправляет и принимает поезда следующих направлений:
| №                  | Маршрут движения        | №                  | Маршрут движения        |
| ------------------ | ----------------------- | ------------------ | ----------------------- |
| 57 "Голубые Озёра" | Одесса — Ковель         | 58 "Голубые Озёра" | Ковель — Одесса         |
| 87 "Лесная песня"  | Новоалексеевка — Ковель | 88 "Лесная песня"  | Ковель — Новоалексеевка |
| 97 "Свитязь"       | Киев — Ковель           | 98 "Свитязь"       | Ковель — Киев           |
| 128                | Ковель — Харьков        | 127                | Харьков — Ковель        |
| 372                | Могилёв — Львов         | 371                | Львов — Могилёв         |

## Пригородное сообщение
| №   | Маршрут движения | №   | Маршрут движения |
| --- | ---------------- | --- | ---------------- |
| 803 | Львов — Ровно    | 804 | Ровно — Львов    |
| 805 | Львов — Ровно    | 806 | Ровно — Львов    |
| 847 | Киев — Ровно     | 848 | Ровно — Киев     |
| 855 | Киев — Ровно     | 856 | Ровно — Киев     |